# Architecture moderne de l'Inde

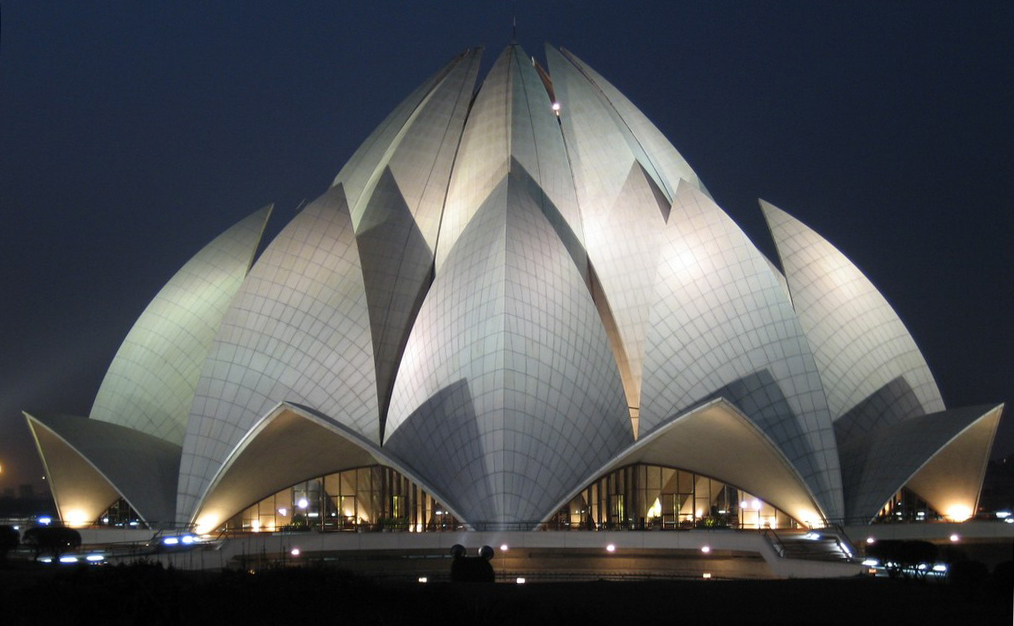
Le temple du Lotus à New Delhi.

L'architecture moderne en Inde est apparue après son indépendance, en 1947,,.
Elle est influencée à la fois par la culture indienne et étrangère.

## Tendances
Deux tendances coexistent au sein du mouvement :
- Le revivalisme, qui préconise la « continuité avec le passé »[4].
- Le modernisme, fortement influencé par des modèles européens et américains[4].

## Représentants (selection)

### Indie
- Charles Correa théoricien et figure de l'architecture contemporaine indienne[5]
- Balkrishna Vithaldas Doshi[5]
- Anant Raje

### Étrangers
- Laurie Baker
- Le Corbusier
- Louis Kahn

## Exemples de bâtiments

Une des façades de l'Institut indien de management d'Ahmedabad (fondé en 1961)
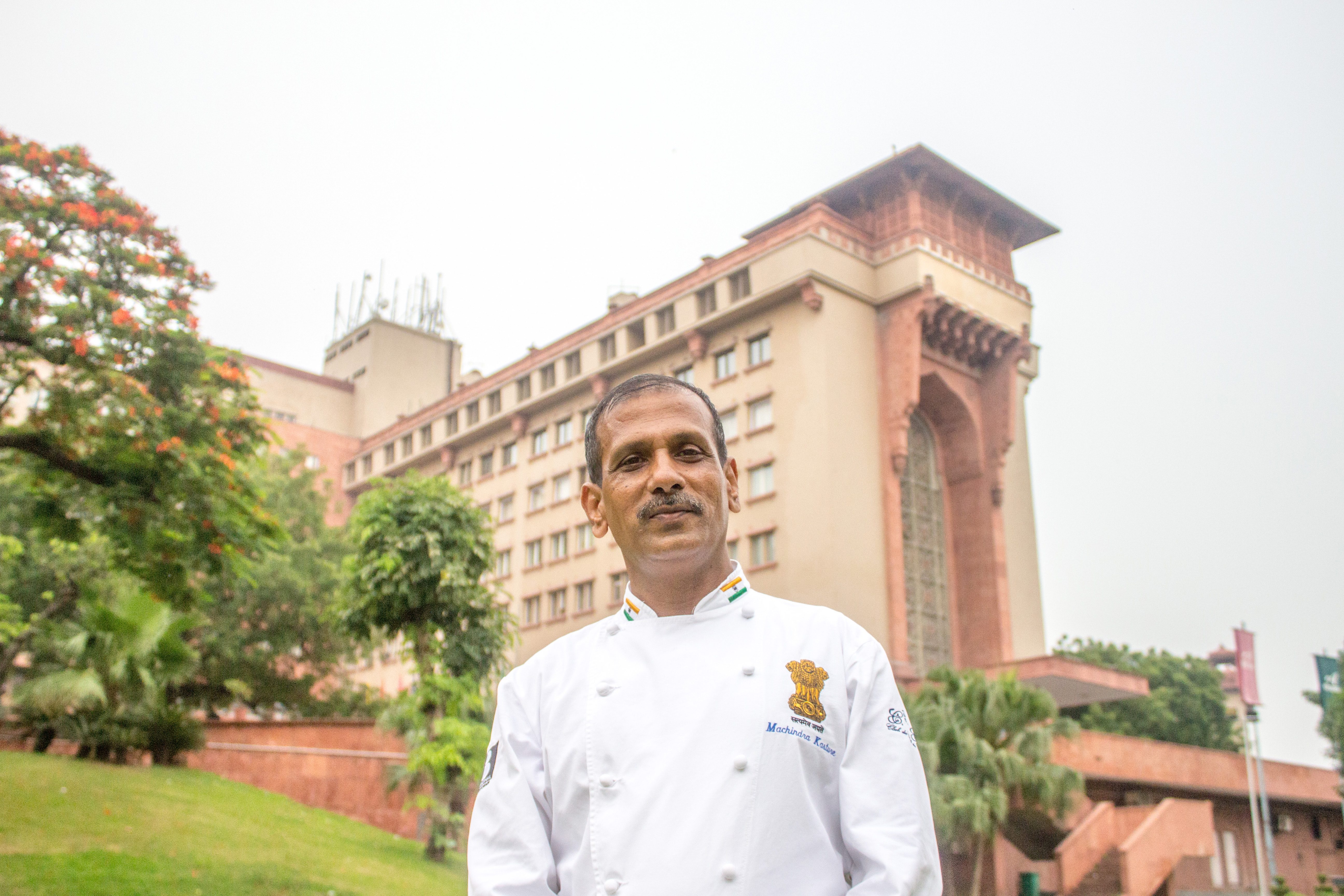
L'hotel Ashoka  à New Delhi
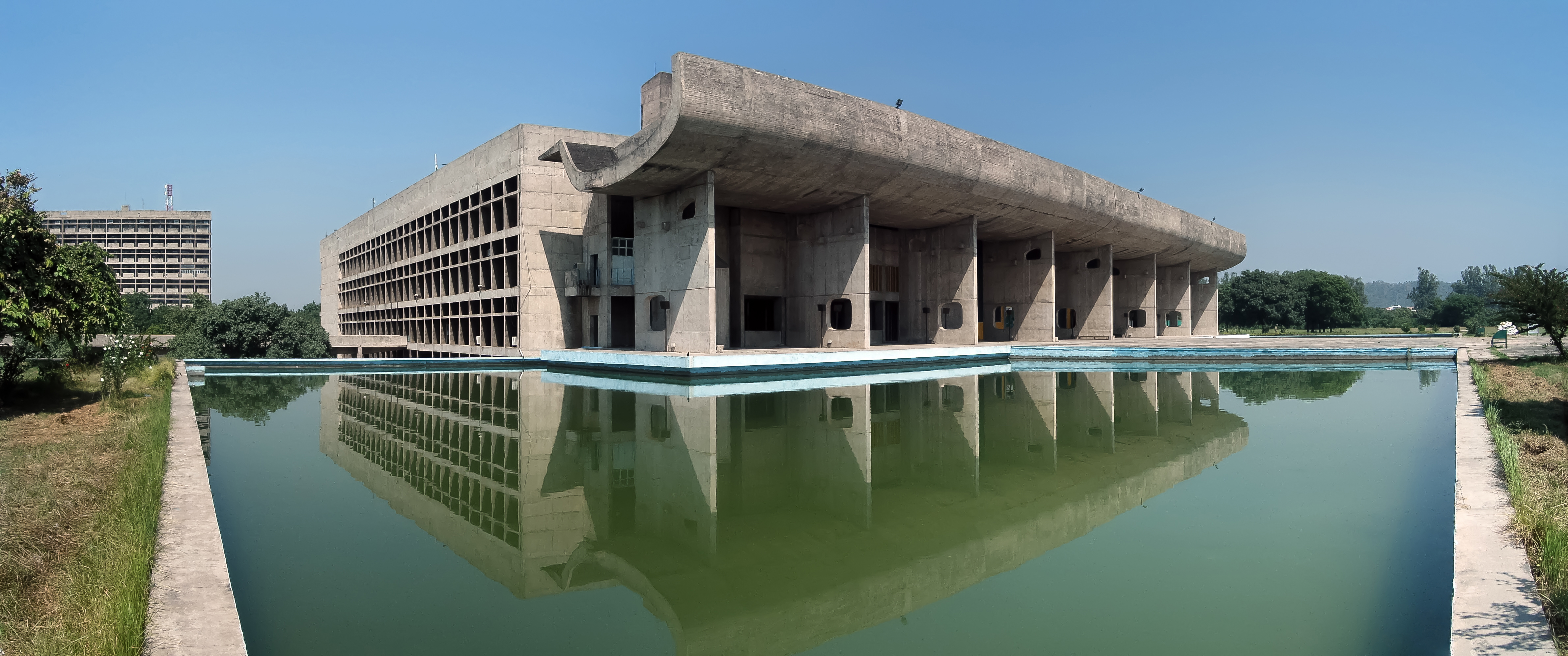
L'assemblée législative par  Le Corbusier
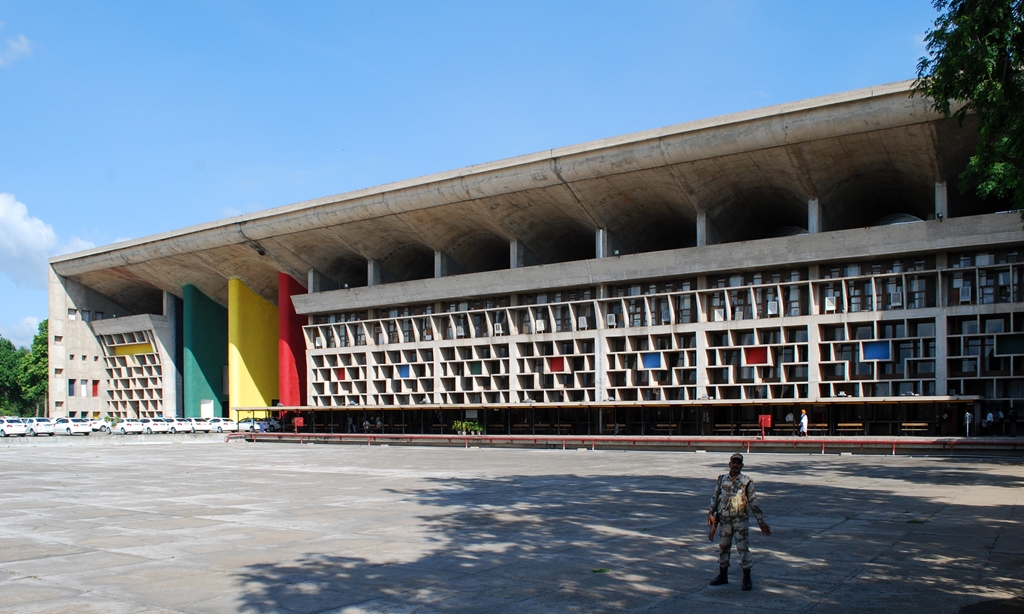
Le Punjab et Haryana High Court (Cour suprême) par Le Corbusier
Section académique de l'Institut indien du management à Bangalore, réalisé en 1983 par B. V. Doshi

- L'Ashok Hotel, à New Delhi, construit par l’architecte B.E.Doctor
- Chandigarh

## Littérature
- Dictionnaire de l'Inde contemporaine, Paris, Frédéric Landy, 1963, 566 p. (ISBN 978-2-200-35247-9, BNF 42342412)
- Henry Wilson (trad. Michèle Hechter), L'Inde contemporaine, Aubanel, 2007 (ISBN 978-2-7006-0502-0 et 978-2700605020)
- (en) Jagan Shah, Contemporary Indian architecture, New Delhi, Lustre Press, Roli Books, 2008, 271 p. (ISBN 978-81-7436-446-3, LCCN 2008325913)
- Christopher E.M. Pearson, 1000 Monuments de Génie, parkstone, 2014 (ISBN 978-1-78310-454-3 et 978-310-454-3)